# Rezerwat przyrody Torfowisko przy Jeziorze Czarnym
Torfowisko przy Jeziorze Czarnym – florystyczny i torfowiskowy rezerwat przyrody znajdujący się nad Jeziorem Czarnym Sosnowickim na terenie gminy Sosnowica, w powiecie parczewskim, w województwie lubelskim. Leży w obrębie Poleskiego Obszaru Chronionego Krajobrazu, stanowiącego w tym miejscu otulinę Poleskiego Parku Krajobrazowego. Jest położony na terenie Nadleśnictwa Parczew.
- położenie geograficzne – Garb Włodawski
- powierzchnia (według aktu powołującego) – 46,17 ha[2]
- powierzchnia (dane nadesłane z nadleśnictwa) – 47,87 ha[3]
- rok utworzenia – 1959
- dokument powołujący – Zarządzenie Ministra Leśnictwa i Przemysłu Drzewnego z dnia 12 listopada 1959 roku w sprawie uznania za rezerwat przyrody (MP nr 100, poz. 538)[5].
- przedmiot ochrony (według aktu powołującego) – zachowanie ze względów naukowych i krajobrazowych torfowiska wysokiego oraz malowniczego krajobrazu z występującymi jeziorami i torfowiskami w rzadko spotykanym harmonijnym i estetycznym otoczeniu, charakterystycznego dla tej części Ziemi Lubelskiej[2].
- uwagi – podlega ochronie w zakresie międzynarodowego prawa ochrony przyrody – wchodzi w skład Rezerwatu Biosfery „Polesie Zachodnie”[2].

Większość powierzchni rezerwatu zajmuje torfowisko wysokie typu kontynentalnego z charakterystycznymi karłowatymi sosnami i brzozami. Nieckę torfową otaczają piaszczyste wyniesienia porośnięte przez bory sosnowe z widłakiem goździstym i jałowcowatym.